# 鄭淑芬
鄭淑芬，台灣兒童繪本作家、童書作家，圖畫書作家，著有多本知名童書、繪本，譯有《我想離開你》。

## 學歷
- 文化大學美術系

## 經歷
- 2020年12月3日，活動名稱：一起做繪本—士林繪本故事與分鏡圖的編製，主辦單位：東吳大學，地點：東吳大學外雙溪校區綜合大樓，講師：鄭淑芬[2]
- 2024年，活動名稱：《臺灣原創繪本作家帶你玩東玩西》，主辦單位：國立臺灣圖書館，地點：國立臺灣圖書館視障資料中心，講師：陳又凌、信子、玉米辰、鄭淑芬、黃一文、張梓鈞、吳欣芷、Boris、陳怡今、李瑾倫、葉曼玲及張筱琦[3]。
- 2024年7月18日至19日，活動名稱：「2024繪本創作工作坊」，主辦單位：玉山文教基金會、國立公共資訊圖書館，地點：玉山登峰大樓，講師：唐麗芳、鄭淑芬、海狗房東、陳又凌[4]。

## 作品
- 2010《好玩的繪本：一起做遊戲書》教育之友
- 2012《賽車》和英出版社
- 2012《小黑，對不起》水滴出版社
- 2014《香蕉的秘密》青林國際
- 2015《真的假的小時候》巴巴文化作者：王家珍、李光福、林世仁、林哲璋、馬景賢、孫心瑜、鄒敦怜、鄭明進、鄭宗弦、劉旭恭、鄭淑芬、嚴淑女
- 2017《大野狼.繪本誌 : 森林繪本》大塊文化、鄭淑芬與其他【圖畫書俱樂部】成員合著[5]。
- 2023年3月3日出版，《家庭代工的滋味》，出版社：蔚藍文化，作者：鄭淑芬[6]。

## 得獎
- 2010年與吳鈞堯合作《三位樹朋友》，該書獲得第三屆國家出版獎 、入圍豐子愷兒童圖畫書獎。
- 2012年出版的《塞車》獲得「金鼎獎」最佳兒童及少年圖書獎。
- 2012年出版的《小黑，對不起》入選第63梯次「好書大家讀」優良少年兒童讀物評選。

## 相關
- 【圖畫書俱樂部】成員